# Eymard Brandão
Eymard Brandão (Belo Horizonte, 1946) é um pintor, desenhista e professor brasileiro.
Foi premiado em mostras artísticas no Brasil, além de ter participado de diversas mostras nacionais e internacionais.

## Carreira
Iniciou sua formação profissional na década de 1960 como discente do curso de Artes Plásticas da Escola Guignard da Universidade do Estado de Minas Gerais (UEMG), em Belo Horizonte.
Em seguida, realizou o curso de especialização em Desenho com Álvaro Apocalypse, no IV Festival de Inverno da Universidade Federal de Minas Gerais, em Ouro Preto. Antes de terminar sua graduação (1971), tornou-se, em 1970, professor de desenho da Escola Guignard, onde é diretor.
Desde a época de docência, desenvolve um desenho de humor ao realizar o ofício de caricaturista e chargista nos Diários Associados de Minas Gerais.

## Obras
Para a produção de suas obras, consideradas abstratas, o artista, utiliza entre outros materiais, pigmentos misturados e retalhos de ferro, cobre, grafite e resíduos de mineração
Suas obras promovem o diálogo da geometria com informalismo ao utilizar materiais classificados como não-artísticos, como cortiça, chapas, tiras de metal e reboco.
A técnica mista sobre madeira e agrega pequenos e grandes formatos, e o resultado também é considerado pintura.
Uma de suas mostras, Arte em resíduos, ligada à Fundação Estadual do Meio Ambiente (Feam), ganhou desdobramento com mostras itinerantes, palestras e seminários para a difusão da educação ambiental.

## Crítica
Segundo a historiadora da arte Marília Andrés Ribeiro, Eymard Brandão é “um artista profundamente coerente com seu trabalho e sintonizado com a arte contemporânea”. A historiadora defende que o artista criou uma poética a partir da pesquisa de materiais, como resíduos de mineração, e “norteada pela ideia da desconstrução da arte visual”.
O cineasta e crítico de arte Olívio Tavares Araújo defende que a produção artística de Eymard Brandão brota da racionalidade e de um projeto muito bem definido.

## Prêmios
- Salão Nacional Universitário de Artes, Curitiba (1969);[1]
- II Salão Maranhense de Artes Plásticas, São Luís (1978);[1]
- XXXIII, XXXIV e XXXV Salão de Artes Plásticas de Pernambuco (1980, 1981 e 1982);[1]
- X e XIII Salão de Arte de Ribeirão Preto (1985 e 1988)[1]